# Nertobriga apicalis
Nertobriga apicalis är en fjärilsart som beskrevs av Moore 1887. Nertobriga apicalis ingår i släktet Nertobriga och familjen trågspinnare. Inga underarter finns listade i Catalogue of Life.